# Pierre Duvoisin de Laserve
Pierre Duvoisin de Laserve, né le 2 décembre 1756 à Cussac (Haute-Vienne) et décédé le 25 septembre 1814 à Cussac, est un homme politique français.

## Biographie
Fils d'autre Pierre Duvoisin de Laserve, bourgeois de Cussac, mort en 1786, et Madeleine Longeaud des Charbonnières, il exerce le métier de chirurgien avant la Révolution.
En 1790, il est nommé procureur-syndic du district de Saint-Junien.
Le 31 août 1791, il est élu député à l'Assemblée législative, contre Léonard Badou, procureur de la commune de Bellac.
Duvoisin de Laserve vote avec la majorité et se lie d'amitié avec un autre député, Jean-Joseph de Verneilh-Puyraseau.
Sous la pression du club des Jacobins de Paris, il n'est pas autorisé à se représenter à la fin de son mandat.
De 1793 à 1794, il est de nouveau chirurgien à Cussac, et membre du conseil général de la commune.
Il est contraint de se cacher dans la forêt de Cromières pendant la Terreur.
En 1795, il est agent municipal.
Il est nommé maire de Cussac par le préfet de la Haute-Vienne en 1800.
Officier de santé en 1804, et président de l'administration du canton d'Oradour-sur-Vayres, il est invité à ce titre aux célébrations pour le sacre de Napoléon Ier.
En 1808, il fait partie d'une commission consultative sur un projet de code rural à Limoges.
Il se trouve toujours à la tête de la mairie et du canton en 1814.
Toutefois, il est remplacé dès janvier à la mairie par son gendre, François Frugier-Puyboyer, médecin, et meurt à la fin du mois de septembre, à l'âge de 57 ans.

## Postérité
Marié depuis 1785 avec Françoise Duvoisin de Vergnolas, il laisse une fille unique, Madeleine Duvoisin de Laserve, grand-mère paternelle de Amédée Frugier-Puyboyer, député-maire de Cussac, à la fin du XIXe siècle.

## Sources
- « Pierre Duvoisin de Laserve », dans Adolphe Robert et Gaston Cougny, Dictionnaire des parlementaires français, Edgar Bourloton, 1889-1891 [détail de l’édition]